# 伊藤啓介 (外交官)
伊藤 啓介（いとう けいすけ、1922年（大正11年）- 没年不詳）は、日本の外交官、軍属、スパイ。
タイのシンゴラ領事館に外交官として赴任、現地で諜報活動を行う。太平洋戦争においてF機関に参加。インド国民軍の編成や戦後のインド独立に影響を与えた藤原岩市を補佐した。戦後、日本バングラデシュ協会事務局長。2008年時点で在命。

## 経歴
山形県酒田市生まれ。1938年、東亜経済調査局付属研究所こと大川塾の一期生として入学。1940年、同研究所卒業後、助手として採用。1941年8月、タイのシンゴラ領事館に赴任。開戦に備えるためスパイとなり、タイの田舎を回り兵要地理の視察を行う。伊藤の調査対象は飛行場の立地、滑走路の長さ、井戸の位置や道路の状況、シャム湾の気候、風の方角であった。また、シンゴラ領事館で藤原岩市と意気投合し、「いったん緩急があったら俺のところに来いよ」と機関員にスカウトされる。この時藤原は飲酒で酔っ払っていたが、伊藤は藤原との約束を守るべく領事に許可を得た。

## 太平洋戦争
12月、藤原岩市と合流し、タイ・マレー国境のアロルスターでF機関（藤原機関）に参加。通訳に任命された国塚一乗少尉のアシスタントとなり、インド国民軍の組織化に尽力する。1943年2月、岩畔機関カレワ出張所に配属。カレイワ出張所は山田隆一中尉が率いており、その任務は国境付近の兵要地理調査、現地住民懐柔工作、敵工作機関の壊滅であった。1944年、伊藤は日本へ一時帰国し大川周明にインド国民軍について報告する。同年12月、現地招集でラングーンの光機関教育隊に入隊。1945年3月、ラングーンが連合国に奪取されるとタイへ撤退、シンガポールで終戦を迎えた。

## 戦後
1972年2月27日から3月1日にかけて、藤原、川野克哉と共にバングラデシュを視察。同年9月、東京四ツ谷のイグナチオ教会ホールにてHelp Bangladesh Committeという若者団体と共にバングラデシュ救援の会合を開く。1977年、NHK国際局ベンガル語班ディレクターの山田敏行、青年海外協力隊、ベンガル石油と協力し、5年かけてテレビ番組『日・バ関係,この5年間を振り返って』を制作、1977年2月に放送された。1991年、日本の超党派議員団と共にバングラデシュのオブザーバーに参加。ダッカから50キロ南にあるナラヤンガンジに向かう。これは日本初の国会議員による外国の選挙監視となった。2008年、関岡英之のもとF機関、インド国民軍に関する取材に応じる。このインタビューがF機関生存者による最後の証言とみられる。2010年時点で消息不明となった。

## 著書
『インド国民軍を支えた日本人たち 日本ガ感謝サレズトモ独立達成ナラバ本望ナリ』（2008年、明成社、ISBN 9784944219742）